# Aszurnasirpal II
Aszurnasirpal II, właśc. Aszur-nasir-apli II (akad. Aššur-nāṣir-apli, tłum. „bóg Aszur jest strażnikiem syna”) – król Asyrii, syn i następca Tukulti-Ninurty II; według Asyryjskiej listy królów panować miał przez 25 lat. Jego rządy datowane są na lata 883–859 p.n.e. Uczynił Asyrię jedną z największych potęg ówczesnego świata. 

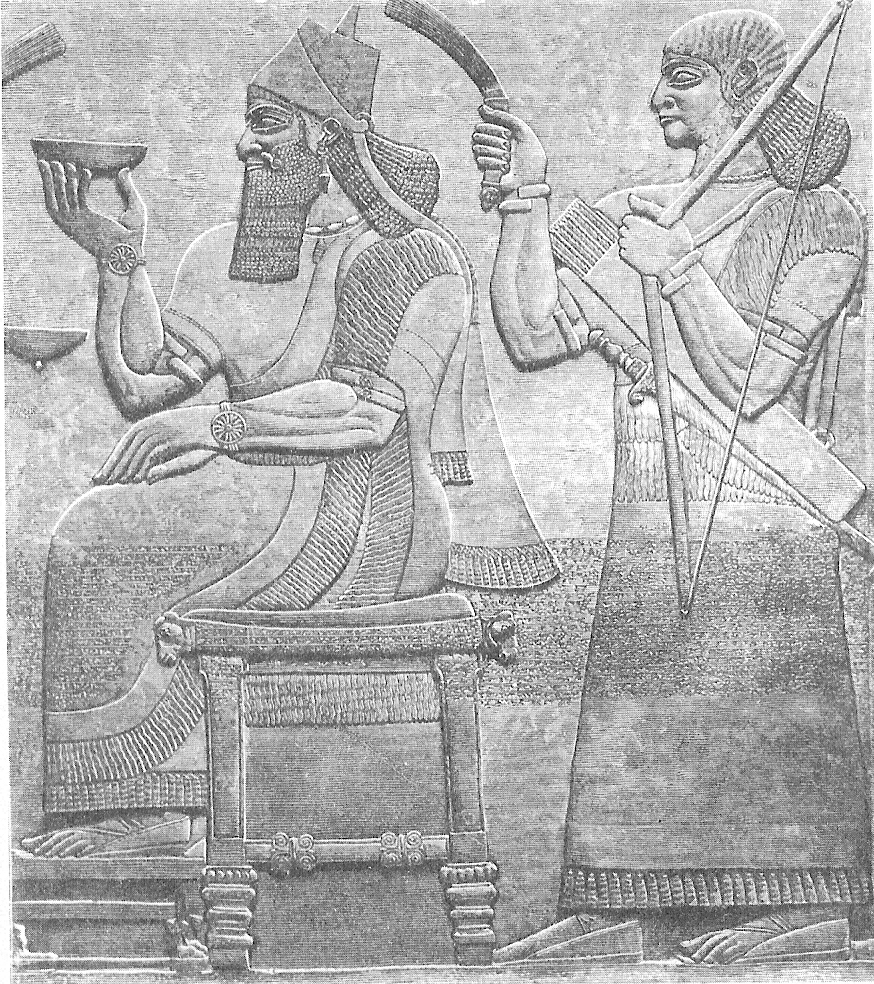
fragment jednego z reliefów z Kalchu przedstawiający siedzącego Aszurnasirpala II

## Życiorys
Wielki zdobywca, który tytułował się panem czterech stron świata. Sam tytuł wskazywał tendencje ekspansjonistyczne. Przedsięwziął czternaście wypraw wojennych, w tym kilka skierowanych na północ do Anatolii, gdzie zbuntowały się przeciw niemu państwa wasalne. W czasie jednej z kampanii na zachodzie dotarł aż do Morza Śródziemnego, w którym rytualnie obmył swą broń, przyjmując prezenty od miast fenickich. To zapewniło mu dobre stosunki z ekonomicznie ważnymi państwami Lewantu i dało mu dostęp do źródeł drewna w górach Libanu. Odniósł również sukcesy na wschodzie, pacyfikując tereny w górach Zagros. Stosunki z południowym sąsiadem Babilonią pozostały przyjazne, choć nie wahał się atakować koczowniczych plemion Sutejów w regionie środkowego Eufratu.
Król w czasie swych wypraw stosował bardzo surowe represje wobec nielojalnych i zbuntowanych miast oraz państw. Bezwzględnie karał pokonanych przeciwników urządzając pokazowe, masowe egzekucje (wbijanie na pal, obdzieranie żywcem ze skóry), celowo burząc miasta i deportując ludność. Wszystko to było możliwe dzięki użyciu mobilnej, bardzo dobrze wyposażonej armii. Do jego sukcesów militarnych przyczyniło się też na pewno wprowadzenie po raz pierwszy oddziałów jazdy konnej.
Okrutna polityka represji sprawiła, że większość podbitych miast i państw wolała płacić należne podatki i trybut niż narażać się na gniew i zemstę króla Asyrii. Wielu lokalnych władców, by wykazać swą lojalność, wysyłało swe córki do królewskiego haremu. W zamian, w razie zagrożenia, mogli oni liczyć na pomoc asyryjskiej armii.
Aszurnasirpal II był nie tylko wojownikiem, ale również budowniczym, zakładającym nowe miasta i zasiedlającym je deportowaną ludnością z innych części imperium. Olbrzymie dochody z podatków i trybutu pozwoliły mu też rozpocząć jego największe przedsięwzięcie budowlane - przekształcenie niewielkiego miasta Kalchu (obecne Nimrud) w nową stolicę imperium. Wzniósł on tu wielki pałac, liczne świątynie, koszary dla wojska i dzielnice mieszkalne, które zasiedlił w dużej mierze przesiedloną ludnością. Utworzył też parki i ogrody, które wypełnił egzotycznymi drzewami, kwiatami i zwierzętami. Tzw. stela bankietowa opisuje wielkie, trwające dziesięć dni przyjęcie wydane przez władcę dla niemal 70 tysięcy osób z okazji ukończenia prac.